# Thenea fenestrata
Thenea fenestrata är en svampdjursart som först beskrevs av Schmidt 1880.  Thenea fenestrata ingår i släktet Thenea och familjen Pachastrellidae. Inga underarter finns listade i Catalogue of Life.